# Арапкин, Павел Иванович
Павел Иванович Арапкин (3 июня 1915 — 15 июня 2001) — советский механизатор-комбайнёр, комбайнёр Лобановской МТС Ефремовского района Тульской области. Герой Социалистического Труда (1957).

## Биография
Родился 3 июня 1915 года в селе Лобаново Ефремовского уезда Тульской губернии в семье рабочего. Окончил неполную среднюю школу. С 15 лет работал токарем на Лобановском спиртзаводе. В 1938 году призван в армию. Танкист. Участник Великой Отечественной войны с 1941 года. После окончания войны в 1945 году вернулся на завод.
Окончил Венёвскую школу механизаторов, получил квалификацию механика-комбайнёра. В 1950—1958 тракторист, комбайнер Лобановской машинно-тракторной станции. С 1958 года по 1978 год работал в совхозе «12 лет Октября» Ефремовского района.
Один из лучших комбайнёров Тульской области. За сезон обмолачивал зерно с 1000 гектаров. Разработал методику уборки полеглых хлебов и способы их скоростного обмолота без ущерба для качества.
Указом Президиума Верховного Совета СССР от 27 декабря 1957 года удостоен звания Героя Социалистического Труда «за выдающиеся успехи в работе по увеличению производства и сдачи государству сельскохозяйственных продуктов» с вручением ордена Ленина и золотой медали Серп и Молот.

## Награды и звания
- Герой Социалистического Труда
- Орден Ленина — два
- орден Трудового Красного Знамени
- медали